# Isaac Thomas Cookson
Isaac Thomas Cookson (* 1817; † 1870) war ein neuseeländischer unabhängiger Politiker.
Nach dem Rücktritt von John Ollivier vertrat Cookson 1860 den Wahlkreis Christchurch Country im neuseeländischen Parlament. Danach vertrat er den Wahlkreis Kaiapoi von 1861 bis 1863.
Cookson war auch Mitglied des Provinzialrates Canterbury, wo er die Wahlkreise Town of Lyttelton (1853–1861) und City of Christchurch (1861–1862) vertrat.